# Greyhound Bus (sång)
"Greyhound Bus" är en svensk popsång, komponerad av Anders Glenmark och med text av Leif Käck. Den spelades in av Glenmark till hans studioalbum 99 (1991) och utgavs också som singel den 26 augusti 1991.
"Greyhound Bus" tog sig in på Svenska singellistan. Där stannade den fem veckor mellan den 9 oktober och 4 december 1991. Den nådde som bäst tionde plats. Den tog sig också in på Svensktoppen där den låg 13 veckor mellan den 20 oktober 1991 och 19 januari 1992. Den nådde en andra plats som bäst. Den låg också fyra veckor på Trackslistan mellan den 19 oktober och 16 november 1991, som bäst på plats sju.
I musikvideon förekommer Johanna Lundberg.

## Låtlista

### 7"
Sida A
1. "Greyhound Bus" – 2:54

Sida B
1. "Restaurangträffen" – 2:32

### 12"
Sida A
1. "Greyhound Bus (Buss på Maxin)" – 5:35

Sida B
1. "Greyhound Bus (Greyhoundbus)" – 2:54
2. "Greyhound Bus (Djungelbuss)" – 2:59

### CD
1. "Greyhound Bus (Greyhoundbus)" – 2:59
2. "Greyhound Bus (Buss på Maxin)" – 5:38
3. "Greyhound Bus (Djungelbuss)" – 3:01
4. "Restaurangträffen" – 2:33

## Listplaceringar
| Lista (1991) | Topplacering |
| ------------ | ------------ |
| Sverige      | 10           |